# 376084 Annettepeter
376084 Annettepeter este o planetă minoră (asteroid) din centura de asteroizi. A fost descoperită pe 3 noiembrie 2010 la Mayhill⁠(d) de Erwin Schwab⁠(d). 
Obiectul prezintă o orbită caracterizată de o semiaxă mare de 2,1833533617549 UAi, o excentricitate de 0,11, o înclinație de 5,4 ° în raport cu ecliptica.